# Saint-Julien-sous-les-Côtes
Saint-Julien-sous-les-Côtes är en kommun i departementet Meuse i regionen Grand Est (tidigare regionen Lorraine) i nordöstra Frankrike. Kommunen ligger i kantonen Commercy som tillhör arrondissementet Commercy. År 2022 hade Saint-Julien-sous-les-Côtes 139 invånare.

## Befolkningsutveckling
Antalet invånare i kommunen Saint-Julien-sous-les-Côtes
| Referens: INSEE |